# Karlijn Zaanen

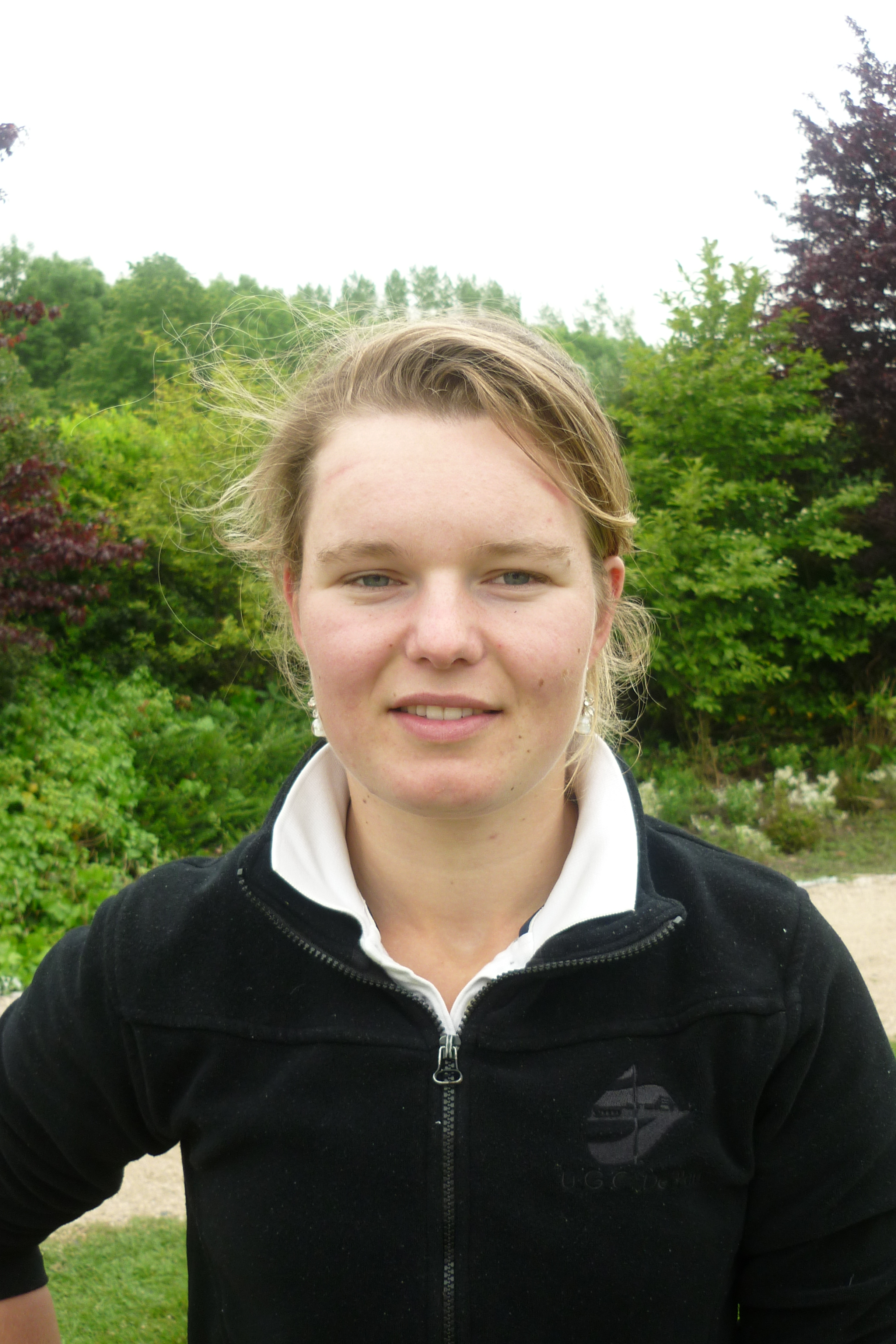
Ladies Open, Broekpolder

Karlijn Zaanen (2 mei 1990) is een Nederlandse amateurgolfster. Zij is lid van de Utrechtse Golfclub De Pan.
In 2007, 2008, 2009, 2010,2011 speelde Zaanen in de Oranjeselectie met onder anderen Caroline Karsten, Maaike Naafs en Marieke Nivard. In 2011 won zij de nationale Order of Merit.
In 2010, 2011 en 2012 won ze het Brabants Open, waardoor ze ook drie keer in het Dutch Ladies Open mocht spelen.

## Gewonnen

### Nationaal
- 2010:  NK Matchplay Dames[2]
- 2011: Nationaal Kampioenschap Strokeplay Junioren
- 2006 tm 2010 Landskampioen met de Pan Dames

### Internationaal
2011: Fins Amateur